# De Flintstones (blad)
De Flintstones en andere verhalen was een maandelijks verschijnend stripblad.
Het werd uitgegeven in de jaren zestig en zeventig door uitgeverij Geïllustreerde Pers. Het bevatte stripverhalen van het Amerikaanse bedrijf Hanna-Barbera.
Het was 64 (en enkele malen 100) pagina's dik, gedrukt op papier met een ruw oppervlak, met een omslag van dun karton, en een gelijmde rug waarop de titel van het blad stond vermeld. In tegenstelling tot de meeste andere stripbladen had dit stripblad geen brievenrubriek, geen reclame, geen nietjes, geen colofon, geen tekstverhalen, geen informatieve artikelen, geen vervolgverhalen maar alleen afgeronde strips, en af en toe een puzzel of spelletje aan de binnenkant van de achterkaft.
In de laatste jaren werd de verschijningsfrequentie teruggebracht van maandelijks naar tweemaandelijks. Daarbij werd het aantal pagina's verhoogd naar 100.
De volgende strips en personages kwamen er onder andere in voor (tussen haakjes staat de oorspronkelijke Engelse naam):
- Ali Gator (Wally Gator)
- Brieser en Nieser (Breezly and Sneezly)
- de Flintstones (The Flintstones)
- Hokie Wolf en Dingeling (Hokey Wolf and Ding-A-Ling)
- Huckleberry Hond (Huckleberry Hound)
- de Jetsons (The Jetsons)
- Kets Konijn en Slampamper (Ricochet Rabbit & Droop-a-Long)
- Kletspoes en Miezemuis (Punkin' Puss & Mushmouse)
- Lippie de Leeuw en Harrie Har Har (Lippy the Lion & Hardy Har Har)
- Loepiedeloep (Loopy De Loop)
- Magilla Gorilla (Magilla Gorilla)
- Moppie (Augie Doggie)
- Peter Potamus (Peter Potamus)
- Pixi, Dixie en meneer Jinks (Pixie and Dixie and Mr. Jinks)
- Ruf en Reddie (Ruff and Reddy)
- Scherm Schildpad (Touché Turtle and Dum Dum)
- Sjaakie Doedel en Bullebak / Slokop (Yakky Doodle and Chopper / Fibber Fox)
- Snoeper en Blubber (Snooper and Blabber)
- Snorrepoes (Snagglepuss)
- de Steenrakkertjes (Cave Kids)
- Stoere Perry (Perry Gunnite)
- Texas Jim en Baba Loewie (Quick Draw McGraw and Baba Looey)
- Top Kat (Top Cat)
- Wimpie Welp (Leon, the Teensy-Weensy Lion)
- Yogi Beer (Yogi Bear)

De onderverdeling was niet strikt, zo kwamen bv. Yogi Beer en Huckleberry Hond weleens samen in hetzelfde verhaal voor. Van sommige strips verscheen maar één of slechts enkele verhalen (bv. Brieser en Nieser en Loepiedeloep). Van sommige figuren werden er Nederlandse namen gebruikt. De meeste strips waren afgeleid van tekenfilmseries, maar van de strip De Steenrakkertjes is nooit een tekenfilmserie verschenen.
In de jaren tachtig werden er ook door Uitgeverij De Vrijbuiter nog tijdschriften uitgegeven van Yogi Beer en De Flintstones. Dit waren tijdschriften ingebonden door middel van nietjes en gedrukt op dunner papier.